# Lammhults Design Group
Ej att förväxla med Svenssons i Lammhult
Lammhults Design Group AB är ett svenskt börsnoterat företag i Lammhult i Växjö kommun, som utvecklar och säljer möbler och inredningar för kontor och bibliotek genom åtta dotterbolag. Företaget har en möbelfabrik i Lammhult inom dotterbolaget Lammhults Möbel AB.
Lammhults Designs aktie har under olika namn varit noterad på Stockholmsbörsen 1997–1999 som R-vik Industrigrupp AB (O-listan), 1999–2008 som Expanda AB (O-listan 1999–2006, Nordic Small Cap 2006–2008) samt sedan 2008 som Lammhults Design Group AB (Nordic Small Cap).
Stolen Plankan är formgiven av Börge Lindau och Bo Lindekrantz för Lammhults möbler.